# 7428 Abekuniomi
7428 Abekuniomi este un asteroid din centura principală de asteroizi.

## Descriere
7428 Abekuniomi este un asteroid din centura principală de asteroizi. A fost descoperit pe 24 decembrie 1992 la Oohira de Takeshi Urata. Asteroidul prezintă o orbită caracterizată de o semiaxă mare de 2,58 ua, o excentricitate de 0,12 și o înclinație de 14,8° în raport cu ecliptica.